# Ileana D'Cruz
Ileana D'Cruz (1 de novembro de 1987) é uma atriz de cinema luso-indiana, que contracena em filmes falados nas línguas hindi, telugo e tâmil.

## Biografia
Nascida em Bombaim, passou a maior parte da infância em Goa, terra natal da sua família paterna com ascendência portuguesa.
Começou a trabalhar como modelo no ínicio da década de 2000, participando nos anúncios televisivos da Electrolux, Emami Talc e Fair & Lovely. Este último, dirigido por Rakesh Roshan, deu-lhe exposição e trouxe-lhe diversas ofertas para atuar em longas-metragens.
Fez a sua estreia no cinema em 2006 com o filme em língua telugo Devadasu, que lhe rendeu o Prêmio Filmfare de Melhor Estreia Feminina - Sul, seguindo-se, no mesmo ano, a sua estreia no cinema tamil com a longa-metragem Kedi.
Estabeleceu-se como atriz principal no cinema telugo com os filmes Pokiri (2006), Rakhi (2006), Munna (2007), Jalsa (2008), Kick (2009) e Julayi (2012), tendo recebido três nomeações ao Prêmio Filmfare de Melhor Atriz - indicação em Telugo, pelos filmes Pokiri, Jalsa e Kick. No cinema tamil integrou o elenco principal da comédia Nanban (2012), realizada por Shankar.
Procurando expandir a sua carreira para o cinema de língua hindi, em 2012 participou na comédia dramática de Anurag Basu, Barfi!, pelo qual recebeu o Prêmio Filmfare de Melhor Estreia Feminina. Posteriormente, Ileana D'Cruz protagonizou nos filmes Main Tera Hero (2014), Rustom (2016) e Raid (2018).

## Vida Pessoal
Nasceu em Mahim, Bombaim a 1 de novembro de 1987, sendo filha de pai católico e mãe muçulmana. Mudou-se com a sua família para Parra, Goa, quando tinha 10 anos. É ateia.
Descendente de portugueses, em 2014 Ileana D'Cruz adquiriu a nacionalidade portuguesa.
Teve um relacionamento longo com o fotógrafo australiano Andrew Kneebone, tendo circulado o rumor de que o casal tinha casado em segredo. A 28 de agosto de 2019, a imprensa indiana divulgou a notícia de que o casal tinha-se separado.
Em maio de 2023, Ileana D'Cruz casou-se com Michael Dolan, tendo dado as boas-vindas ao seu primeiro filho ainda no mesmo ano.

## Carreira

### Primeiros papéis (2005–2006)

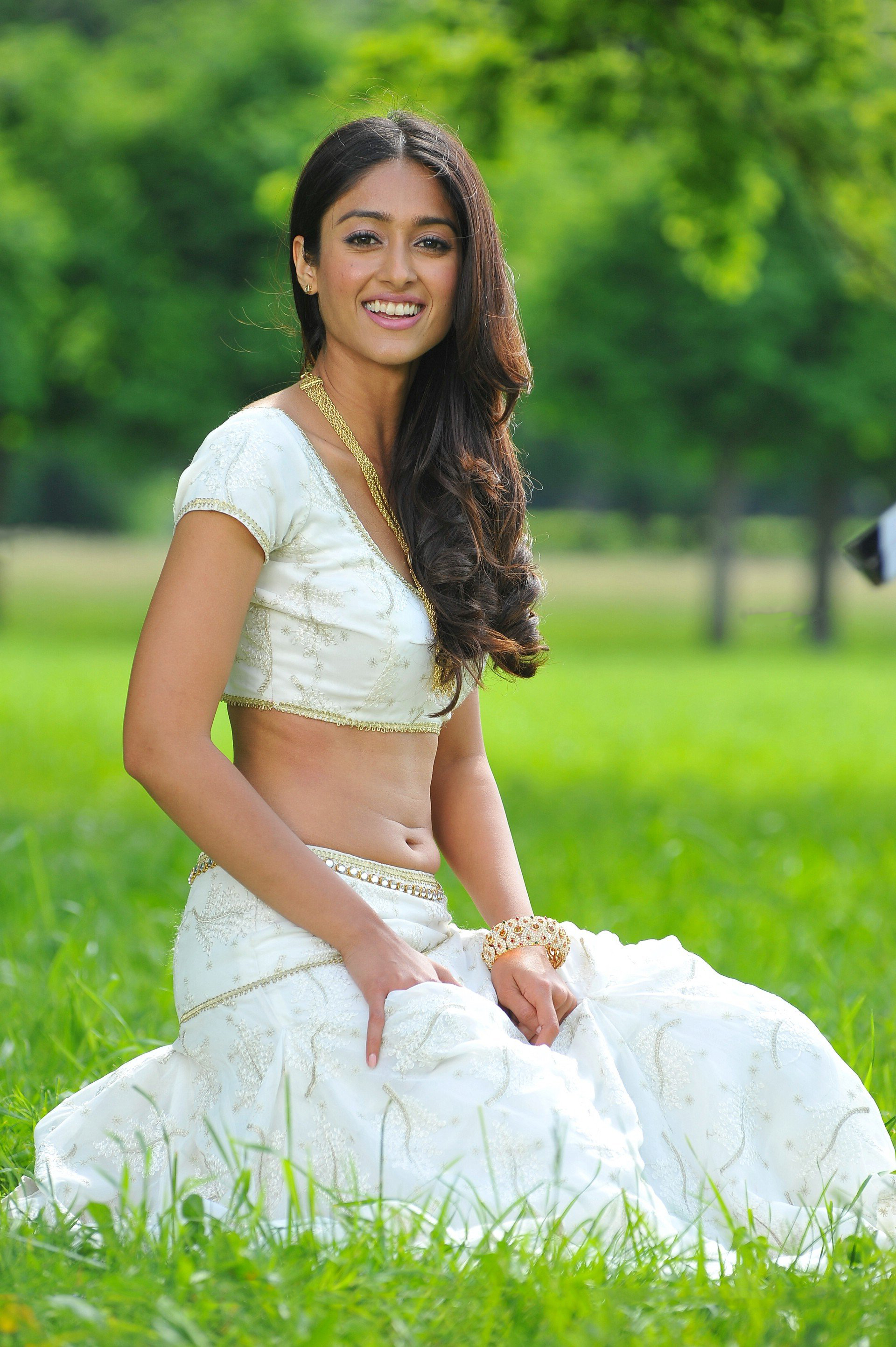
D'Cruz durante o início de sua carreira

Ainda como modelo, em 2005, fez uma audição para o diretor Teja, mas o projeto foi cancelado, seguindo-se uma nova proposta para a sua estreia no cinema com o filme de romance em língua telugo Devadasu (2006), dirigido por YVS Chowdary. Durante esse período, teve aulas de representação com Aruna Bhikshu para se preparar para o filme. Em entrevista, recordou que durante as filmagens se sentiu "pressionada... quase chorou e não quis ir mais longe", mas seguiu em frente após a sua mãe a incentivar, dando-lhe "a palestra da sua vida [...] às 3 da manhã". Devadasu se tornou no filme telugo com maior sucesso comercial nesse ano, arrecadando cerca de ₹ 140 milhões, ao mesmo tempo que a jovem atriz recebeu a nomeação e o Prêmio Filmfare de Melhor Estreante Feminina.
De seguida, entrou no filme de gangster Pokiri, no qual interpretou uma professora de aeróbica, que é assediada por um polícia corrupto.
Em 2006 fez a sua estreia no cinema em língua tâmil com o filme Kedi, ao lado de Tamannaah Bhatia e Ravi Krishna.

### Revelação no cinema Telugo (2007–2011)
Em 2008, desempenhou o papel principal feminino no filme de ação Jalsa, dirigido por Trivikram Srinivas, que lhe valeu comentários amplamente positivos, sendo posteriormente premiada com o Santosham Award, um dos cinco prêmios para Jalsa, e o South Scope Style Award, além de ter também obtido uma nomeação para Melhor Atriz - Telugo no 56º Filmfare Awards South.
O seu primeiro lançamento em 2009, intitulado Kick, também foi declarado um sucesso de bilheteira. Mais tarde nesse mesmo ano, estrelou nos filmes Rechipo e Saleem de YVS Choudary, ambos com receitas pobres na bilheteira.
Em 2011, interpretou o papel feminino principal em Shakthi, considerado o filme de fantasia social em língua Telugo mais caro já feito, custando cerca de ₹ 250.000.000.
O seu próximo lançamento foi Nenu Naa Rakshasi, que marcou a sua segunda colaboração com Puri Jagannadh. Embora o filme tenha sido um fracasso nas receitas, a sua atuação foi recebida positivamente pela crítica. Apesar dos seus fracassos cinematográficos, Ileana D'Cruz continuou a ser a atriz mais bem paga do sul da Índia.

### Estreia e sucesso em Bollywood (2012–2017)

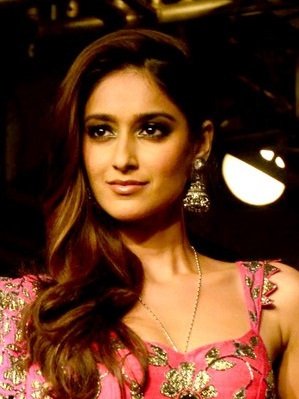
Ileana D'Cruz na LFW

No início de 2012, estrelou no filme de língua tamil Nanban, dirigido por S. Shankar, um remake do filme de língua hindi de 2009, 3 Idiots. O filme recebeu críticas positivas, sendo elogio o seu desempenho. Tornou-se um grande sucesso financeiro, arrecadando ₹400 milhões (US$ 24,99 milhões) nas bilheteiras somente na sua primeira semana.
Seguindo-se a comédia de ação Julayi, escrita e dirigida por Trivikram Srinivas, contracenou ao lado de Allu Arjun. O filme recebeu críticas positivas sendo o terceiro maior sucesso cinematográfico em 2012 e o maior sucesso em língua Telugu. Ainda nesse mesmo ano, participou na comédia Devudu Chesina Manushulu de Puri Jagannadh, onde desempenhou o papel de motorista de táxi.
Ainda em 2012, fez a sua estreia oficial no cinema hindi com o filme Barfi! de Anurag Basu. Além de ter o papel de narradora, interpretou a personagem Shruti Ghosh, uma jovem que deixa o seu verdadeiro amor pelo conforto material. O filme foi lançado em 14 de setembro de 2012, com críticas positivas, e arrecadou ₹1.75 bilhões (US$ 109,33 milhões) em todo o mundo. O desempenho de Ileana D'Cruz foi bem recebido, rendendo-lhe o prêmio Filmfare de Melhor Estreia Feminina, bem como uma nomeação ao Prêmio Filmfare de Melhor Atriz Coadjuvante. Rachit Gupta da Filmfare disse: "Este é o primeiro filme (hindi) de Ileana, mas seu desempenho fantástico é apenas uma prova de por que o público telugu a considera uma superestrela. É claro que também ajuda o fato de ela ser a mais visualmente atraente em Barfi! brilhando até mesmo nas pitorescas colinas de Darjeeling". Rajeev Masand afirmou: "Ileana deixa uma impressão duradoura na sua estreia no cinema hindi, transmitindo amor e dor através daqueles olhos lindos e expressivos". O filme foi exibido no Festival Internacional de Cinema de Busan, Festival Internacional de Cinema de Marrakech e foi escolhido como a entrada oficial da Índia ao Oscar no 85º Oscar.
Em seguida, entrou no filme de comédia de ação de Rajkumar Santoshi, Phata Poster Nikhla Hero, ao lado de Shahid Kapoor. O filme foi lançado em 20 de setembro de 2013 e recebeu críticas mistas.

O seu primeiro lançamento em 2014 foi o filme de comédia de ação romântica Main Tera Hero, um remake do filme telugu Kandireega, produzido pela Balaji Motion Pictures e dirigido por David Dhawan . Apresentada ao lado de Varun Dhawan e Nargis Fakhri, desempenhou o papel de Sunaina Goradia. O filme foi lançado com críticas mistas, embora tenha se tornado um sucesso de bilheteria. 

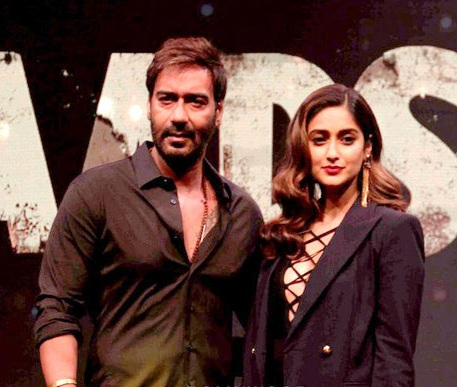
Ajay Devgn e Ileana D'Cruz durante o lançamento do filme Baadshaho (2017)

Participou na produção inaugural de Saif Ali Khan, Happy Ending, onde atuou como protagonista ao lado de Saif Ali Khan, Govinda e Kalki Koechlin, lançada em 21 de novembro de 2014. O filme recebeu críticas negativas e teve um desempenho inferior nas bilheterias.
Depois de tirar um ano sabático, em fevereiro de 2016 entrou em Rustom de Akshay Kumar. O filme emergiu como um dos filmes indianos de maior sucesso, recebendo mais de 2 bilhões na bilheteira. Ileana D'Cruz foi elogiada pela sua atuação como Cynthia Pavri, que lhe rendeu inúmeras indicações para prêmios.
Em 2017, contracenou ao lado de Arjun Kapoor e Anil Kapoor no  filme Mubarakan e com Ajay Devgn em Baadshaho. Em 2018 participou em Raid.

### Trabalhos recentes
Após um hiato de seis anos, interpretou num filme em telugo, Amar Akbar Anthony, estrelando ao lado de Ravi Teja. O filme estreou com críticas negativas e fracassou nas bilheteiras.
Em 2019, entrou em Pagalpanti, filme de comédia de Anees Bazmee. News18 afirmou: "Ileana D'Cruz está linda, mas tem muito pouco para fazer."
Em 2021, interpretou uma jornalista em The Big Bull, um filme policial biográfico, ao lado de Abhishek Bachchan. O jornal Times of India observou: "Ileana D'Cruz, como jornalista, apresenta um desempenho honesto."

## Filmografia
| Ano  | Título                        | Personagem                 | Notas      |
| ---- | ----------------------------- | -------------------------- | ---------- |
| 2006 | Devadasu                      | Bhanumathi Katamraju       |            |
| 2006 | Pokiri                        | Shruti                     |            |
| 2006 | Kedi                          | Aarthi                     |            |
| 2006 | Khatarnak                     | Nakshtra                   |            |
| 2006 | Rakhi                         | Tripura Sundari            |            |
| 2007 | Munna                         | Nidhi Chowdary             |            |
| 2007 | Aata                          | Satya                      |            |
| 2008 | Jalsa                         | Bhagyamathi                |            |
| 2008 | Bhale Dongalu                 | Jyothy                     |            |
| 2009 | Kick                          | Naina                      |            |
| 2009 | Rechipo                       | Krishna Veni               |            |
| 2009 | Saleem                        | Satya / Satyavathi         |            |
| 2010 | Huduga Hudugi                 |                            |            |
| 2011 | Sakthi                        | Aishwarya                  |            |
| 2011 | Nenu Naa Rakshasi             | Meenakshi                  |            |
| 2012 | Nanban                        | Riya                       |            |
| 2012 | Julayi                        | Madhu                      |            |
| 2012 | Devudu Chesina Manushulu      |                            |            |
| 2012 | Barfi!                        | Shruti Ghosh Sengupta      |            |
| 2013 | Phata Poster Nikhla Hero      | Kajal                      |            |
| 2014 | Main Tera Hero                | Sunaina                    |            |
| 2016 | Rustom                        | Cynthia Pavri              |            |
| 2017 | Atif Aslam: Pehli Dafa        |                            | videoclipe |
| 2017 | Mubarakan                     | Sweety                     |            |
| 2017 | Baadshasho                    | Gitanjali                  |            |
| 2018 | Raid                          | Malini Patnaik             |            |
| 2018 | Amar Akbar Anthony            | Aishwarya / Pooja / Teresa |            |
| 2019 | Yo Yo Honey Singh: Thumka     |                            | videoclipe |
| 2019 | Pagalpanti                    | Sanjana                    |            |
| 2021 | CarryMinati: The Big Bull     |                            | videoclipe |
| 2022 | Tera Kya Hoga Lovely          | Lovely Singh               |            |
| 2023 | Goldkartz, Badshah: Sab Gazab |                            | videoclipe |
| 2024 | Do Aur Do Pyaar               | Nora                       |            |